# Familiarizează-te
Familiarizează-te este cel de-al patrulea album al trupei La Familia și a fost lansat prin „Cat Music” / „Media Services” pe data de 22 iunie 2001. Pe lângă cele trei albume de studio, La Familia a mai scos un maxi-single (Dumnezeu e băiat de cartier (oare?) - 1999), și un extended play (E.P.) (Ca la noi - 2000). Albumul a fost promovat de două videoclipuri la piesele Zile însorite în colaborare cu Honey și 12 noaptea. Pe album sunt invitați Honey, 6ase:6ase și Roxana Andronescu, Honey făcându-și prezența pe patru piese. Albumul conține 17 track-uri dintre care intro, 12 piese și 4 interludii. Instrumentalele și versurile au fost realizate în totalitate de La Familia.

## Ordinea pieselor pe disc
Tracklist
| Nr.             | Titlu                                  | Lungime |  |
| 1.              | „Intro”                                | 1:00    |  |
| 2.              | „Simplu și direct”                     | 4:07    |  |
| 3.              | „Familiarizează-te” (feat. Honey)      | 4:20    |  |
| 4.              | „Zile însorite” (feat. Honey)          | 4:50    |  |
| 5.              | „Interludiu”                           | 0:14    |  |
| 6.              | „Mai vreau” (feat. Honey)              | 3:35    |  |
| 7.              | „12 noaptea”                           | 4:25    |  |
| 8.              | „Dacă n-ai” (feat. 6ase:6ase și Honey) | 5:23    |  |
| 9.              | „Interludiu”                           | 0:41    |  |
| 10.             | „Străin la mine acasă”                 | 4:05    |  |
| 11.             | „Interludiu”                           | 0:09    |  |
| 12.             | „Doza mortală”                         | 3:36    |  |
| 13.             | „Interludiu”                           | 0:44    |  |
| 14.             | „Până la capăt”                        | 4:03    |  |
| 15.             | „Jungla de asfalt”                     | 4:15    |  |
| 16.             | „Schimbări” (feat. Roxana)             | 3:40    |  |
| 17.             | „A doua șansă”                         | 3:52    |  |
| Lungime totală: | Lungime totală:                        | 46:59   |  |